# Laguna San Diego
A  Laguna San Diego   é uma laguna localizada na Guatemala, cuja cota de altitude é de 160 metros acima do nível do mar. Localiza-se no departamento de El Petén, no município de La Libertad.